# Northern Ireland (Temporary Provisions) Act 1972
Il Northern Ireland (Temporary Provisions) Act 1972 (c. 22) (in italiano: Legge sull'Irlanda del Nord (Disposizioni temporanee) del 1972) è stato un atto del Parlamento del Regno Unito che ha introdotto la direct rule in Irlanda del Nord con effetto dal 30 marzo 1972.
La legge, che entrava in vigore immediatamente dopo aver ricevuto l'assenso reale, prevedeva quanto segue:
- Il Segretario di Stato per l'Irlanda del Nord doveva assumere le funzioni del governatore dell'Irlanda del Nord, ministri e capi dei dipartimenti.
- Il Procuratore generale per l'Inghilterra e il Galles doveva assumere le funzioni del procuratore generale per l'Irlanda del Nord.
- Il Parlamento dell'Irlanda del Nord è stato (in effetti) prorogato a tempo indeterminato, con i suoi poteri legislativi messi a disposizione per l'esercizio da parte del governo britannico con Ordine in Consiglio.

Le istituzioni politiche messe in sospeso da questa legge sono state formalmente abolite l'anno successivo dal Northern Ireland Constitution Act 1973.